# Torvizcón
Torvizcón – gmina w Hiszpanii, w prowincji Grenada, w Andaluzji, o powierzchni 51,4 km². W 2011 roku gmina liczyła 736 mieszkańców.
Na terenie gminy znajdują się różne domy wiejskie o bardzo zróżnicowanym pochodzeniu historycznym, od najnowszego w XIX wieku do najstarszego w okresie arabskim.